# Березовський Віктор Анатолійович
Віктор Анатолійович Березовський (15 січня 1971, Київ) — український дипломат, перекладач китайської мови. Перший консул України у місті Гуанчжоу, КНР.

## Життєпис
Народився 15 січня 1971 року у місті Києві. У 1994 році закінчив Далекосхідний державний університет, за фахом сходознавець-історик, перекладач китайської мови. У 1998 році Дипломатична академія МЗС РФ (за направленням МЗС України), міжнародні відносини.
У 1994—1996 рр. — працював перекладачем на китайських підприємствах «Опт-Онг», «Олвіст», «Чон Є», «Тіньфу».
У 1999—2001 рр. — третій, другий секретар відділу країн АТР П'ятого територіального управління Департаменту двостороннього співробітництва МЗС України
У 2001—2006 рр. — Другий секретар з політичних питань Посольства України в КНР.
У 2007—2009 рр. — Голова Представництва компанії «Укр-Китай комунікейшн» в Пекіні та Гуанчжоу.
У 2009—2010 рр. — Головний спеціаліст Управління зовнішньоекономічної політики та міжнародного співробітництва Секретаріату Кабінету Міністрів України.
У 2010—2012 рр. — Перший секретар з економічних питань Посольства України в КНР.
У 2012—2015 рр. — Консул з економічних питань, консул, тимчасово виконуючий обов'язки керівника Генерального консульства України в місті Гуанчжоу, КНР. Брав участь у відкритті Генерального консульства України.
У 2016—2018 рр. — Консультант Неурядової української асоціації «Шовковий шлях»
У 2018—2019 рр. — перший секретар Посольства України в КНР.
З 2019 року — Голова Представництва Торгово-промислової палати України в провінції Хенань, КНР.